# Cretoelaterium
Cretoelaterium is een geslacht van kevers uit de familie  
kniptorren (Elateridae).
Het geslacht is voor het eerst wetenschappelijk beschreven in 2008 door Alexeev.

## Soorten
Het geslacht omvat de volgende soort:
- Cretoelaterium kazanovense Alexeev, 2008